# Liviu Mihai
Liviu Mihai (n. 9 aprilie 1980, Slatina, România) este un artist vizual postmodernist, exponent al școlii de pictură de la București, cunoscut pentru lucrările sale captivante care explorează teme precum dualitatea, erotismul, transformarea și aspectele sociale și psihologice ale omului. Cu expoziții organizate în România și Europa, prezent și în cadrul unor platforme online, Liviu  Mihai s-a afirmat ca o figură semnificativă în arta contemporană. 

## Date biografice
Liviu Mihai s-a născut în 1980 la Slatina, în Județul Olt. În anul 2004 a absolvit Universitatea Națională de Arte din București la clasa profesorului Mircia Dumitrescu.

## Opera
Format în climatul actual efervescent, Liviu Mihai este un artist vizual care se subscrie în mod preponderent existențialismului în pictură. Subiectele lui nu au nevoie de impresia lăsată de carnație; abordarea este una mișcatoare și energetică, iar mesajul de un realism expresiv. Tratările fenomenologice ale artistului sugerează necesitatea fixării unei suprateme în operă, reieșind ca aplicații ale unui auto-didacticism. În cazul de față, accentul cade pe latura psihanalitică, un personaj favorit fiind însuși Freud.  Pata de culoare e instabilă în opera lui Liviu, poate încadra un compozit care se recompune pe sine, se deconstruiește păstrând înfățișarea, dar ignorând forma. Fondul – conceptul, este cel care conferă greutate și decide aspectul întregii lucrări. În sens mai concret, preocuparea psihanalitică se bazează pe aprofundarea sistemului freudian. 
Seriile de picturi evocă acut, prin concepte saturate de fiorul exuberant al deconstrucției, teritorii onirice fascinate, situate la granița fragilă dintre etos și metafizica labirintică a coșmarului, sincopate într-un mod aparte, subtil, cu noima policromă, voluptos seducătoare, a serpentinei obtuze abrutizant hedoniste, ce facilitează astfel evadarea din nonsens printr-un insidios și de mare acuratețe excurs psihanalitic ca atare sugerat. 
Ca mulți dintre colegii săi de generație, Liviu Mihai chestionează politicul și moștenirea dificilă a comunismului, contribuind, prin viziunea sa artistică, la vindecarea unei traume colective sau cel puțin la conștientizarea acesteia, care constituie, oricum, primul pas către vindecare. În plus, cromatica are potențialul de a deveni un instrument de rescriere a narativului legat de ororile regimului, ca de exemplu în portretul roz al „Tovarășului”, în care resentimentul pe care mulți încă îl (mai) au față de Ceaușescu capătă, prin natura și semnificația culorii, capacitatea de transcendere către o compasiune trecută, desigur, prin filtrul nostalgiei și amneziei. Alte personalități redate în portretistica de față, care nu au legătură neapărat cu politicul, cât cu spiritualul sunt Mozart, Beethoven și Papa Ioan Paul al II-lea, cel din urmă cu o referință categorică la celebra lucrare al lui Maurizio Cattelan –  „La Nona Ora” (1999), cu papa lovit de un meteorit.

## Activitateexpozițională
- 2025 - Expoziție personală "A Folded Reality ", Muzeul Național al Țăranului Român, București.[2][3][4][5][6]
- 2022 - Expoziție personală  Landford Gallery, Köln, Germania.[7]
- 2021 - Expoziție personală „Marilyn și câinele roz”, Galeria Senso, București.[8]
- 2019 - Expozitie personală „Paradisul pierdut”, Centrul Cultural Palatele Brâncovenești, Palatul Mogosoaia.[9]
- 2019 - Expozitie personală „Paradisul pierdut”, Galeriile Carol, Oradea.[10][11][12]
- 2019 - Expoziție personală„Straturi mentale”, galeria Art Yourself, București.[13][14]
- 2018 - Expoziție personală „Downloading current memory”, galeria Art Yourself, București.[15]
- 2017 - Expoziție personală „Animalis Socialis”, Galeria Art Yourself, București.[16]
- 2017 - Expoziție personală „Legături indirecte”, Galeria ARCUB, București.[17]
- 2016 - Participare Art Monaco Fsir 2016, cu Art Yourself Gallery.[18][19]
- 2015 - Expozitie personală „On the inside” - Literaturhaus Salzburg,  Austria.[20]
- 2015 - Expoziție personală „Receptor” - Nancy Victor Gallery Londra.[21]
- 2015 - Expoziție personală „Receptor”, Galeriile BMR, București.[22][23]
- 2014 - Expoziție de grup selectată TIAF - Rag Factory Gallery Londra.
- 2014 - Oxford International Art Fair - premiul 3 Cel mai bun artist OIAF.[24][25][26][27]
- 2013 - London Calling 013-expoziție de grup , Factory-Art Gallery, Londra.[28]
- 2013 - Expoziție de grup „Seducția unghiului drept”, Salonul Mic București.
- 2012 - Expoziție de grup, Human Evolution, Palatul Domnesc Curtea Veche, Bucuresti.
- 2007 - Expoziție de grup „Digital Sign”, Den Helder, Olanda.
- 2004 - Premiul Gaudeamus pentru Pictură - Expoziția Romexpo, București.

Începând cu anul 2017 s-a alăturat Uniunii Artiștilor Plastici din România.